# Euoticus elegantulus
Espèce
Statut de conservation UICN

 LC  : Préoccupation mineure
Synonymes
- Euoticus apicalis (du Chaillu, 1860)[2]
- Euoticus tonsor (Dollman, 1910)[2]
- Microcebus elegantulus Le Conte, 1857[3]

Le Galago élégant ou Galago mignon (Euoticus elegantulus) est une espèce de primates strepsirrhinien de la famille des Galagidae.

## Répartition et habitat

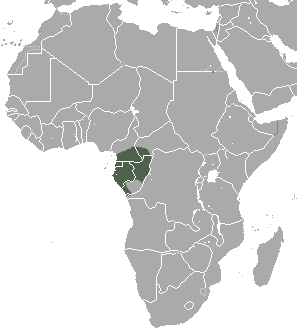

Cette espèce est présente au Cameroun, en République centrafricaine, au Gabon, en Guinée équatoriale et en République du Congo. Elle vit dans les forêts tropicales humides primaires et secondaires de basse altitude.